# Fuga per un sogno
Fuga per un sogno (Leaving Normal) è un film del 1992 diretto da Edward Zwick con protagoniste Meg Tilly e Christine Lahti.

## Trama
Il film racconta l'amicizia tra la neo-divorziata Marianne e la cameriera Darly che stufe della monotonia di Normal, cittadina del Wyoming in cui abitano, decidono di partire e raggiungere l'Alaska in auto. Il viaggio si dimostra avventuroso e pieno di sorprese, tra positivi e negativi incontri.